# Méchet
Der Méchet ist ein Fluss in Frankreich, der im Département Saône-et-Loire in der Region Bourgogne-Franche-Comté verläuft. Er entspringt unter dem Namen Ruisseau du Crot Morin im nordöstlichen Gemeindegebiet von Saint-Prix, entwässert in einer S-Kurve generell in südöstlicher Richtung durch den Regionalen Naturpark Morvan und mündet nach rund 24 Kilometern an der Gemeindegrenze von Laizy und Monthelon als rechter Nebenfluss in den Arroux.

## Orte am Fluss
- Crot Morin, Gemeinde Saint-Prix
- Saint-Prix
- La Boutière, Gemeinde Saint-Léger-sous-Beuvray
- La Grande-Verrière
- Les Cheminots, Gemeinde Monthelon
- Les Griveaux, Gemeinde Laizy